# Agalinis
Agalinis — род однолетних и многолетних травянистых растений семейства Заразиховые (Orobanchaceae).
Включает в себя около 60 видов трав, полукустарников и кустарников, распространённых в Северной и Южной Америке. Из общего числа 27 видов считаются редкими и нуждаются в охране как минимум на части ареала, один (Agalinis acuta) находится на грани исчезновения и включён в федеральный список охраняемых видов США.

## Распространение
Распространены в Северной и Южной Америке, главным образом в восточной части обоих материков. Распределение видов приблизительно равное между двумя континентами: около 35 произрастают на севере и около 25 на юге. Наибольшее биоразнообразие — около 12 видов — известно в регионе Серрадо в Бразилии. Среда обитания самая разнообразная: от влажных приморских равнин в Новой Шотландии и Новой Англии (A. maritima) до склонов хребта Западная Сьерра-Мадре в Мексике (A. peduncularis) и засушливого региона Пуна в Андах на высоте свыше 3000 м над уровнем моря (A. pennellii). На западном, тихоокеанском побережье растение встречается лишь на южной периферии ареала в Чили.

## Ботаническое описание
В Северной и Центральной Америке растения из рода Agalinis — травы с толщиной стебля от 1 до 10 мм, причём все они за исключением двух видов — однолетние. В Южной Америке преобладают многолетние кустарники и полукустарники (например, A. fiebrigii), хотя травянистые виды (например, A. communis) также распространены. Наиболее крупный вид A. bangii из Боливии в высоту достигает 3 м при диаметре ствола 7,5 см.
Стебель прямостоячий, ветвистый. Листья цельные, цельнокрайние, прикреплены к стеблю в супротивном порядке. Соцветие кистеобразное или реже метельчатое, с достаточно крупными зигоморфными (симметричными только в продольной плоскости) цветками. Обычно цветки яркие, с преобладанием малиновых, сиреневых, лиловых оттенков. Чашечка вогнутая, из пяти чашелистиков. Венчик воронкообразной или колокольчатой формы, состоит из пяти лепестков. Тычинок две пары, восходящих из венчика. Пыльник двухгнёздный, с тупым или заострённым основанием. Столбик нитевидный. Завязь верхняя. Плод — двустворчатая коробочка округлой или овальной формы, голая, раскрывается вдоль дорсальной створки. Семя жёлтого, бурого или чёрного цвета.

## Систематика
Первое описание таксона появилось в 1837 году в работе американского натуралиста Константэна Рафинеска «New Flora and Botany of North America». Научное название является комбинацией двух античных слов: древнегреческого ἄγᾱ (удивление, изумление) и латинского linum (лён). Таким образом, автор нашёл поверхностное сходство между этими двумя растениями. В первой половине XX века изучением североамериканских видов Agalinis подробно занимался известный американский ботаник Фрэнсис Пеннелл, он же определил род в семейство Норичниковые (Scrophulariaceae). Большой вклад в ревизию таксона и описание новых видов внесла сотрудница Гуэлфского университета в Канаде доктор Джудит Канне-Хилликер (Dr. Judith Canne-Hilliker).
Род включает в себя, по разным оценкам, от 40 до 70 видов. Нижеследующий список видов указан в соответствии со списком подтверждённых таксонов в проекте The Plant List (версия 1.1, 2013). Он может отличаться в той или иной системе классификации.
| - Agalinis acuta Pennell - Agalinis angustifolia (Mart.) - Agalinis aphylla (Nutt.) Raf. - Agalinis aspera (Douglas ex Benth.) Britton - Agalinis auriculata Barringer - Agalinis bandeirensis (Michx.) S.F.Blake - Agalinis bangii (Kuntze) Barringer - Agalinis brachyphylla (Cham. & Schltdl.) D'Arcy - Agalinis brevifolia (Rusby) S. Beck - Agalinis caddoensis Pennell - Agalinis calycina Pennell - Agalinis chaparensis Barringer - Agalinis communis (Cham. & Schltdl.) - Agalinis densiflora (Benth.) S.F.Blake - Agalinis digitalis (Benth.) Barringer - Agalinis divaricata (Chapm.) Pennell | - Agalinis domingensis (Spreng.) D'Arcy - Agalinis edwardsiana Pennell - Agalinis fasciculata (Scott-Elliot) Raf. - Agalinis fiebrigii (Diels) D'Arcy - Agalinis filicaulis (Benth.) Pennell - Agalinis filifolia (Nutt.) Raf. - Agalinis gattingeri (Small) Small ex Britton & A.Br. - Agalinis genistifolia (Cham. & Schltdl.) D'Arcy - Agalinis glandulosa (G.M.Barroso) V.C.Souza - Agalinis gypsophila B.L.Turner - Agalinis harperi Pennell - Agalinis heterophylla (Nutt.) Small ex Britton - Agalinis homalantha Pennell - Agalinis humilis (Diels) D'Arcy - Agalinis itambensis V.C.Souza & S.I.Elias - Agalinis kingsii Proctor | - Agalinis lanceolata (Ruiz & Pav.) D'Arcy - Agalinis laxa Pennell - Agalinis linarioides (Cham. & Schltdl.) D'Arcy - Agalinis linifolia (Nutt.) Britton - Agalinis maritima (Raf.) Raf. - Agalinis megalantha (Diels) D'Arcy - Agalinis meyeniana (Benth.) Barringer - Agalinis nana S.I.Elias & V.C.Souza - Agalinis navasotensis Dubrule & Canne-Hill. - Agalinis neoscotica (Greene) Fernald - Agalinis nuttallii Shinners - Agalinis obtusifolia Raf. - Agalinis oligophylla Pennell - Agalinis ovatifolia (Rusby) S. Beck - Agalinis paupercula (A.Gray) Britton - Agalinis peduncularis (Benth.) Pennell | - Agalinis pennellii Barringer - Agalinis plukenetii (Elliott) Raf. - Agalinis pulchella Pennell - Agalinis purpurea (L.) Pennell - Agalinis ramosissima (Benth.) D'Arcy - Agalinis ramulifera Barringer - Agalinis reflexidens (Herzog) D'Arcy - Agalinis scarlatina (Herzog) D'Arcy - Agalinis schwackeana (Diels) V.C.Souza & Giul. - Agalinis setacea (J.F.Gmel.) Raf. - Agalinis skinneriana (Alph. Wood) Britton - Agalinis stenantha (Diels) D'Arcy - Agalinis strictifolia (Benth.) Pennell - Agalinis tarijensis (R.E.Fr.) D'Arcy - Agalinis tenuifolia (Vahl) Raf. - Agalinis viridis (Small) Pennell - Agalinis wrightii (A.Gray) Tidestr. |